# 小池修一郎
小池 修一郎（こいけ しゅういちろう、1955年3月17日 - ）は、日本の劇作家・舞台演出家。東京都出身。慶應義塾高等学校を経て慶應義塾大学文学部卒業。宝塚歌劇団所属。

## 略歴
慶應義塾大学文学部在学中に演劇研究会で活動する。当時はアングラ演劇の旗手・唐十郎に傾倒しており、宝塚の舞台はアングラ演劇などとほぼ対極の特殊な世界と考えていたという。しかし、宝塚歌劇の東京公演を観劇する機会があり（本人は立ち見料金が安かったからと回想）、題材に合わせてスターたちが日本人にも外国人にもなりきる姿に新鮮さを感じて印象が変化、その後宝塚観劇を重ねるようになる。東京宝塚劇場で演出助手の募集広告を見つけ、大学を卒業した1977年、宝塚歌劇団に演出助手として就職を果たす。
演出助手時代はショー作品の演出、構成の補佐にあたることが多く、長い助手時代を経て演出家デビューが決まった際も、デビュー作として当初ショー作品を企画していたが、劇団側からは芝居を企画するよう求められ、1986年に宝塚バウホール公演『ヴァレンチノ〜愛の彷徨〜』と題したドラマ作品で演出家デビュー。以後、ドラマ作家・演出家としてキャリアを積む。
1989年、宝塚大劇場公演としてゲーテの名作『ファウスト 第一部』を大胆にアレンジした『天使の微笑・悪魔の涙』（主演：月組 剣幸、こだま愛）を演出、劇団本拠で初めて演出を手掛ける。
1991年、演出作品『華麗なるギャツビー』（主演：雪組 杜けあき、鮎ゆうき、原作：F・スコット・フィッツジェラルド）で第17回菊田一夫演劇賞・演劇賞を受賞。
1992年にはシェイクスピア作『夏の夜の夢』を現代に置き換え、環境問題や人間の欲などの風刺を盛り込んで翻案した『PUCK』（主演：月組 涼風真世、麻乃佳世）でも絶賛された。
1996年、ドイツ語ミュージカルのヒット作『エリザベート』の宝塚版上演の際、潤色・演出を担当。男役重視の宝塚の伝統から、オリジナルでは脇役の死神トートを主役に据え、トートを中心とした壮麗な恋愛劇に仕立て、日本の観客にわかりやすく構成したこともあいまって宝塚版のヒットに貢献、以後『エリザベート』（主演：雪組 一路真輝、花總まり）は宝塚で再演の繰り返される人気作品となった（再演でも一貫して小池が担当）。2000年からは宝塚での絶賛を受けて製作された、東宝版にも演出で参加、また『エリザベート』の作詞・作曲コンビであるクンツェ&リーヴァイによる『モーツァルト!』も、2002年に東宝ミュージカルでの上演の際、演出に携わっている。
2006年、『NEVER SAY GOODBYE』（主演：宙組 和央ようか、花總まり）では、ブロードウェイから作曲家フランク・ワイルドホーンを招いて協働した。
2007年、大阪で開催された2007年世界陸上選手権の開会式と閉会式等の総合演出を担当。その際に、歌劇団から雪組の主要男役メンバーによるユニット・AQUA5（水夏希、彩吹真央、音月桂、凰稀かなめ、彩那音）を招き、開会式でのパフォーマンスアクトに抜擢している。
2008年、『THE SCARLET PIMPERNEL』（主演：星組 安蘭けい、遠野あすか）の日本初演の潤色・演出を手掛ける。同作は第34回菊田一夫演劇賞・大賞を受賞。
2009年には、韓国の人気ドラマ『太王四神記』（宝塚での主演：花組 真飛聖、桜乃彩音）、映画『カサブランカ』（主演：宙組 大空祐飛、野々すみ花）の世界初のミュージカル化に伴い、脚本・演出を担当。これらの功績が認められ、2010年に第35回菊田一夫演劇賞・大賞を受賞する。
2010年、フランス発のロック・ミュージカル版『ロミオとジュリエット』（作曲：ジェラール・プレスギュヴリック）の日本初演の潤色・演出を手掛け、2014年、作・演出を担当した『眠らない男・ナポレオン -愛と栄光の涯に-』でプレスギュヴリックを作曲に招き、再び海外大物作曲家との協働で宝塚オリジナルミュージカルを作りあげている。同年、紫綬褒章を受章。現在も宝塚歌劇や外部舞台作品などの演出で活躍中。
2020年、宝塚歌劇団理事を退任し、特別顧問に就任。

## 宝塚歌劇団での主な作品

### 大劇場公演

#### 1980年代 - 1990年代
- 浪漫歌劇『天使の微笑・悪魔の涙』（1989年 月組 主演：剣幸）[4]＊大劇場デビュー作
- 浪漫歌劇『アポロンの迷宮』（1990年 - 1991年 星組 主演：日向薫）
- ミュージカル『華麗なるギャツビー』（1991年 雪組 主演：杜けあき）[5]
- ミュージカル『PUCK』（1992年 月組 主演：涼風真世）
- ミュージカル『ベイ・シティ・ブルース』（1993年 花組 主演：安寿ミラ）[6]
- 浪漫歌劇『カサノヴァ・夢のかたみ』（1994年 星組 主演：紫苑ゆう）
- ミュージカル『JFK』（1995年 雪組 主演：一路真輝）
- ミュージカル『エリザベート -愛と死の輪舞-』（1996年 雪組 主演：一路真輝 / 1996年 - 1997年 星組 主演：麻路さき / 1998年 - 1999年 宙組 主演：姿月あさと）＊潤色・演出
- ミュージカル『失われた楽園 -ハリウッド・バビロン-』（1997年 花組 主演：真矢みき）
- ミュージカル『エスクカリバー－美しき騎士たち－』（1998年 宙組 主演：姿月あさと）[7]
- ミュージカル・アラベスク『タンゴ・アルゼンチーノ』（1999年 花組 主演：愛華みれ）[8]

#### 2000年代
- ミュージカル・ファンタジー『LUNA-月の伝言-』（2000年 月組 主演：真琴つばさ）[9]
- ミュージカル『カステル・ミラージュ』（2001年 - 2002年 宙組 主演：和央ようか）[10]
- ミュージカル『エリザベート -愛と死の輪舞-』（2002年 - 2003年 花組 主演：春野寿美礼 / 2005年 月組 主演：彩輝直 / 2007年 雪組 主演：水夏希 / 2009年 月組 主演：瀬奈じゅん）＊潤色・演出
- ミュージカル・ゴシック『薔薇の封印 －バンパイア・レクイエム－』（2003年 - 2004年 月組 主演：紫吹淳）
- ミュージカル『NEVER SAY GOODBYE』（2006年 宙組 主演：和央ようか）
- ミュージカル・ピカレスク『アデュー・マルセイユ －マルセイユへ愛を込めて－』（2007年 花組 主演：春野寿美礼）
- ミュージカル『THE SCARLET PIMPERNEL』（2008年 星組 主演：安蘭けい）＊潤色・演出
- 幻想歌舞劇『太王四神記』（2009年 花組 主演：真飛聖 / 星組 主演：柚希礼音）[11]
- ミュージカル『カサブランカ』（2009年 - 2010年 宙組 主演：大空祐飛）

#### 2010年代
- ミュージカル『THE SCARLET PIMPERNEL』（2010年 月組 主演：霧矢大夢 / 2017年 星組 主演：紅ゆずる）＊潤色・演出
- ミュージカル『ロミオとジュリエット』（2011年 雪組 主演：音月桂 / 2012年 月組 主演：龍真咲、明日海りお / 2013年 星組 主演：柚希礼音）[12]＊潤色・演出
- ミュージカル『オーシャンズ11』（2011年 - 2012年 星組 主演：柚希礼音 / 2013年 花組 主演：蘭寿とむ / 2019年 宙組 主演：真風涼帆）
- スペース・ファンタジー『銀河英雄伝説@TAKARAZUKA』（2012年 宙組 主演：凰稀かなめ）[13]
- ル・スペクタクル・ミュージカル『眠らない男・ナポレオン -愛と栄光の涯に-』（2014年 星組 主演：柚希礼音）
- ミュージカル『エリザベート -愛と死の輪舞-』（2014年 花組 主演：明日海りお / 2016年 宙組 主演：朝夏まなと / 2018年 月組 主演：珠城りょう）＊潤色・演出
- ミュージカル『PUCK』（2014年 月組 主演：龍真咲）
- スペクタクル・ミュージカル『1789 -バスティーユの恋人たち-』（2015年 月組 主演：龍真咲）＊潤色・演出
- 浪漫活劇『るろうに剣心 -明治剣客浪漫譚-』（2016年 雪組 主演：早霧せいな）
- 浪漫活劇『ALL FOR ONE 〜ダルタニアンと太陽王〜』（2017年 月組 主演：珠城りょう）[14]
- ミュージカル・ゴシック『ポーの一族』（2018年 花組 主演：明日海りお）[15]

#### 2020年代
- ミュージカル『ONCE UPON A TIME IN AMERICA』（2020年 雪組 主演：望海風斗）
- ミュージカル『ロミオとジュリエット』（2021年 星組 主演：礼真琴）＊潤色・演出
- ミュージカル『NEVER SAY GOODBYE』（2022年 宙組 主演：真風涼帆）
- ミュージカル『グレート・ギャツビー』（2022年 月組 主演：月城かなと）
- アクション・ロマネスク『カジノ・ロワイヤル ～我が名はボンド～』（2023年 宙組 主演：真風涼帆）[16]
- スペクタクル・ミュージカル『1789 -バスティーユの恋人たち-』（2023年 星組 主演：礼真琴）[17]＊潤色・演出
- ミュージカル『アルカンシェル ～パリに架かる虹～』（2024年 花組 主演：柚香光）

### その他劇場の公演
- バウ・ミュージカル『ヴァレンチノ〜愛の彷徨〜』（1986年 雪組 宝塚バウホール 主演：杜けあき）＊演出家デビュー作
- バウ・ロマネスク『蒼いくちづけ』（1987年 星組 宝塚バウホール・日本青年館 主演：紫苑ゆう）
- バウ・ファンタジー『タイム・アダージオ』（1988年・1989年 花組 宝塚バウホール・簡易保険ホール 主演：大浦みずき）
- バウ・ファンタジー『美しき野獣』（1990年・1991年 花組 宝塚バウホール・日本青年館、愛知文化講堂 主演：大浦みずき）
- バウ・ミュージカル『ヴァレンチノ〜愛の彷徨〜』（1992年 - 1993年 雪組 宝塚バウホール、日本青年館、中日劇場 主演：杜けあき）[18]
- バウ・ミュージカル『ロスト・エンジェル』（1993年 月組 宝塚バウホール 主演：涼風真世）
- バウ・ファンタジー『ローン・ウルフ』（1994年・1995年 月組 宝塚バウホール・日本青年館、愛知厚生年金会館 主演：真琴つばさ）
- バウ・ミュージカル『チャンピオン!－甦る伝説－』（1995年 花組 宝塚バウホール、日本青年館 主演：匠ひびき）
- バウ・ミュージカル『ブルー・スワン－Get Beauty, Only Beauty－』（1997年 花組 宝塚バウホール、日本青年館、愛知県芸術劇場 主演：真矢みき）
- バウ・ミュージカル『イコンの誘惑』（1998年 星組 宝塚バウホール、日本青年館 主演：麻路さき）
- バウ･ミュージカル『DAYTIME HUSTLER』（2005年 雪組 宝塚バウホール、日本青年館 主演：貴城けい）
- ミュージカル・サスペンス『MIND TRAVELLER -記憶の旅人-』（2006年 花組 シアタードラマシティ、日本青年館 主演：真飛聖）
- バウ・ワークショップ『蒼いくちづけ』（2008年 花組 宝塚バウホール 主演：真野すがた・朝夏まなと）[19]
- ミュージカル『グレート・ギャツビー』（2008年 月組 日生劇場 主演：瀬奈じゅん）[20]
- ミュージカル『ロミオとジュリエット』（2010年 星組 梅田芸術劇場メインホール、博多座 主演：柚希礼音）
- ミュージカル『ヴァレンチノ』（2011年 宙組 シアタードラマシティ・日本青年館 主演：大空祐飛）[21]

### コンサート
- 紫吹淳コンサート『ALL ABOUT RIKA』（2000年 ル テアトル銀座、宝塚バウホール）
- 春野寿美礼コンサート『I got music』（2005年 花組 梅田芸術劇場メインホール、昭和女子大学人見記念講堂）

### ディナーショー
- 轟悠ディナーショー『Les Jours d'Amour』（1999年 パレスホテル、ホテル阪急インターナショナル、呉阪急ホテル）
- 真琴つばさディナーショー『TSUBASA伝説』（2001年 ホテル阪急インターナショナル、パレスホテル）
- 和央ようかディナーショー『So in Love』（2003年 ホテル阪急インターナショナル、パレスホテル）

## 宝塚歌劇団以外の主な舞台
- 『レディー ビー・グッド!』（1993年）＊演出
- 『アニーよ銃をとれ』（1997年）＊演出・訳詞
- 『ユアーズ』（1997年）＊構成・演出
- 『カンパニー 〜結婚しない男〜』（1999年）＊修辞、訳詞、演出
- 『エリザベート』（2000年、2001年、2004年、2005年、2006年、2008年 - 2009年、2010年、2012年、2015年、2016年、2019年、2022 - 2023年）＊潤色・演出
- 『ジャン・コクトー 堕天使の恋』（2001年） ＊演出のみ
- 『モーツァルト!』（2002年、2005年、2007年、2010年、2014年、2018年、2021年、2024年）＊演出・訳詞　
  - 『モーツァルト!』韓国公演（2016年）＊演出 [22]
- 『アンナ・カレーニナ』（2006年、2010年、2013年）＊修辞・訳詞
- 『トライアンフ・オブ・ラブ』（2008年）
- 『キャバレー』（2010年、2012年）＊修辞、訳詞、演出
- 井上芳雄 10周年記念コンサート（2010年）
- 『MITSUKO』（2011年）＊脚本、作詞、演出
- 『ロミオ&ジュリエット』（2011年、2013年、2017年、2019年、2021年、2024年）＊潤色、演出
- 『レディ・ベス』（2014年・2017年）＊訳詞、演出
- 『オーシャンズ11』（2014年）
- 『1789 - バスティーユの恋人たち -』（2016年、2018年）＊潤色、演出[23]
- 『エリザベート TAKARAZUKA20周年 スペシャル・ガラ・コンサート』（2016年 - 2017年）＊構成・演出・訳詞[24]
- 『グレート・ギャツビー』（2017年）[25]
- 一路真輝 35周年記念コンサート（2017年）＊監修[26]
- 『るろうに剣心』（2018年、2022年）[27]
- 『ポーの一族』（2021年）[28]
- 『エリザベート TAKARAZUKA25周年 スペシャル・ガラ・コンサート』（2021年）＊構成・演出・訳詞[29]
- 『ニュージーズ』（2021年、2024年）＊演出・日本語訳・訳詞[30]

## その他
- 2007年世界陸上選手権 開会式・閉会式の総合演出
- サンリオピューロランド『ハローキティのくるみ割り人形』（2006年6月24日 - 2009年4月5日）脚本・演出・作詞
- サンリオピューロランド『ハローキティとオズの魔法の国』（2009年4月13日 - 2013年4月4日）作・演出
- サンリオピューロランド『不思議の国のハローキティ』（2013年4月20日 - 2018年1月31日）脚本・演出

## 書籍
- オール・インタビューズ ミュージカル『エリザベート』はこうして生まれた（2016年6月28日、日之出出版） ※ ミヒャエル・クンツェ、シルヴェスター・リーヴァイと共著

## 受賞歴
☆はスタッフの一員として受賞したもの
- 第17回菊田一夫演劇賞・演劇賞（1991年）　- 『華麗なるギャツビー』の脚本・演出に対して
- 第26回菊田一夫演劇賞・大賞（2000年）☆ - 『エリザベート』スタッフ・出演者一同 高い舞台成果
- 第41回毎日芸術賞・千田是也賞（2000年） - 『エリザベート』の演出に対して
- 第27回菊田一夫演劇賞・大賞（2001年）☆ - 『モーツァルト!』スタッフ・出演者一同 高い舞台成果
- 第14回読売演劇大賞・優秀作品賞（2006年）☆ - 『NEVER SAY GOODBYE』が優秀作品賞を受賞
- 平成18年度文化庁芸術選奨文部科学大臣賞（2007年） - 『NEVER SAY GOODBYE』の業績に対して
- 第34回菊田一夫演劇賞・大賞（2009年）☆ - 『スカーレット・ピンパーネル』スタッフ・出演者一同 高い舞台成果
- 第35回菊田一夫演劇賞・大賞（2010年） - 『エリザベート -愛と死の輪舞-』『太王四神記 Ver.Ⅱ』『カサブランカ』『キャバレー』の脚本・演出に対して
- 紫綬褒章（2014年）

### その他の受賞
- WOWOW presents「勝手に演劇大賞2014」・演出家賞（2015年）[31]
- エンタステージアワード2015・演出家賞第1位（2015年）[32]